# Beaumont-Monteux
Beaumont-Monteux este o comună în departamentul Drôme din sud-estul Franței. În 2009 avea o populație de 1.072 de locuitori.

## Evoluția populației
| An        | 1975 | 1982 | 1990 | 1999 | 2006 | 2009  |
| --------- | ---- | ---- | ---- | ---- | ---- | ----- |
| Populație | 603  | 743  | 888  | 936  | 990  | 1.072 |